# Igazi pamparóka
Az igazi pamparóka (Lycalopex gymnocercus) közepes méretű dél-amerikai kutyaféle ragadozó.

## Külseje

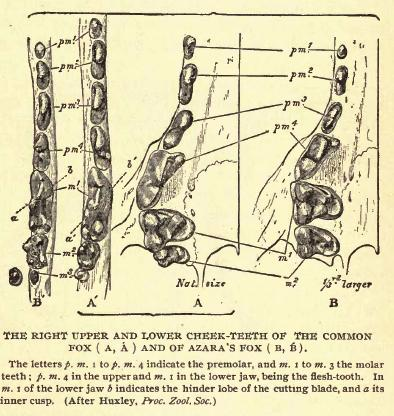
A vörös róka (középen) és az igazi pamparóka (kétoldalt) fogazatának összehasonlítása (1901)

Az igazi pamparóka kisebb mint rokona, a culpeo, súlya 2,4–8 kg között változik, a hímek 10%-kal nehezebbek a nőstényeknél. Testhossza 51–80 cm, farokhossza 21–40 cm. Szőrzete a hátán, oldalán és lábai felső részén sötét- vagy világosszürke. Feje, meglehetősen nagy fülei és végtagjainak alsó külső része vörösbarna. Hátsó lábain a sarokízület fölött a nagy sötét folt található. Bozontos farka szürke, vége fekete. Gerincén sötét csík futhat végig. Nyaka, hasa és lábainak belső része fehér vagy egészen világosszürke. Fogképlete 3/3-1/1-4/4-2/3.
Három alfaja ismert (Massoia, 1982), amelyek földrajzi elkülönülése nem teljesen tisztázott, lehetséges hogy területeik átfednek és kereszteződnek egymással.
- Lycalopex gymnocercus gymnocercus (Argentína északkeleti és Brazília délkeleti része, Uruguay)
- Lycalopex gymnocercus antiquus (Közép-Argentína)
- Lycalopex gymnocercus lordi (Északnyugat-Argentína, Salta és Jujuy tartományok trópusi hegyvidékei erdei)

## Elterjedése
Az igazi pamparóka Dél-Amerika középső és déli részein él, az Andoktól keletre. Argentína északi és középső, Bolívia keleti és Brazília déli területein, valamint Paraguayban és Uruguayban fordul elő. Inkább a nyílt pampát kedveli, de előfordul a hegyi erdőkben, száraz bozótosokban és lápos-vizes területeken is. Többnyire 1000 méteres magasság alatt található, de megél a puna (száraz hegyvidéki füves fennsík) régiójában is 3500 méteres tengerszint feletti magasságig.

## Életmódja
Többnyire egyedül jár élelem után, de a szaporodási időszakban monogám párokat alkotnak a kölykök felnevelésére. Alapvetően éjszakai életmódot folytat és alkonyatkor indul vadászni, azonban zsákmánya életmódját követve nappal is aktív lehet. Egyébként nappal vackába húzódik, amely bármilyen üreg, faodú, viscacha- vagy tatuüreg lehet. Territóriumának nagysága az élelembőségtől függ, de átlagosan 260 hektár körül van.
A többi rókához hasonlóan opportunista ragadozók, megeszik a rágcsálókat, nyulakat, madarakat, gyíkokat, rovarokat, a dögöt és a madártojásokat, de a növények gyümölcseit, bogyóit is. Ha tehetik elhurcolják a fiatal bárányokat is. Természetes ellensége a puma és a kóbor kutyák.

## Szaporodása
A nőstény 55-60 napos vemhesség után október-decemberben hozza világra 3-5 kölykét. Eleinte a hím gondoskodik a család táplálékáról, a későbbiekben mindkét szülő felváltva őrzi a vackot. A kölykök három hónapos korukban hagyják el a kotorékot, amelyet a szülök szükség esetén gyakran költöztethetnek. A nőstények 8-12 hónapos korukban válnak ivaréretté, élettartamuk fogságban 14 év.

## Környezetvédelmi helyzete
Az igazi pamparóka nagy területen, viszonylag gyakran előforduló faj, amely jól alkalmazkodott az emberi tevékenységhez. A farmerek és pásztorok vadásznak rá, mert hajlamos háziszárnyast vagy bárányt rabolni. Korábban prémjéért is vadászták, de ma már Argentínában, Paraguayban és Uruguayban illegális a szőrméjével való kereskedés.

## Fordítás
- Ez a szócikk részben vagy egészben  a   Pampas fox című angol Wikipédia-szócikk ezen változatának fordításán alapul.  Az eredeti cikk szerkesztőit annak laptörténete sorolja fel. Ez a jelzés csupán a megfogalmazás eredetét és a szerzői jogokat jelzi, nem szolgál a cikkben szereplő információk forrásmegjelöléseként.